# Radioplane OQ-2
OQ-2 — дрон-мішень виробництва компанії Radioplane, перший серійний БПЛА у Сполучених Штатах. Подальша версія, OQ-3, стала найбільш широко використовуваним безпілотним літальним апаратом у США, понад 9400 одиниць було створено під час Другої світової війни.

## Історія

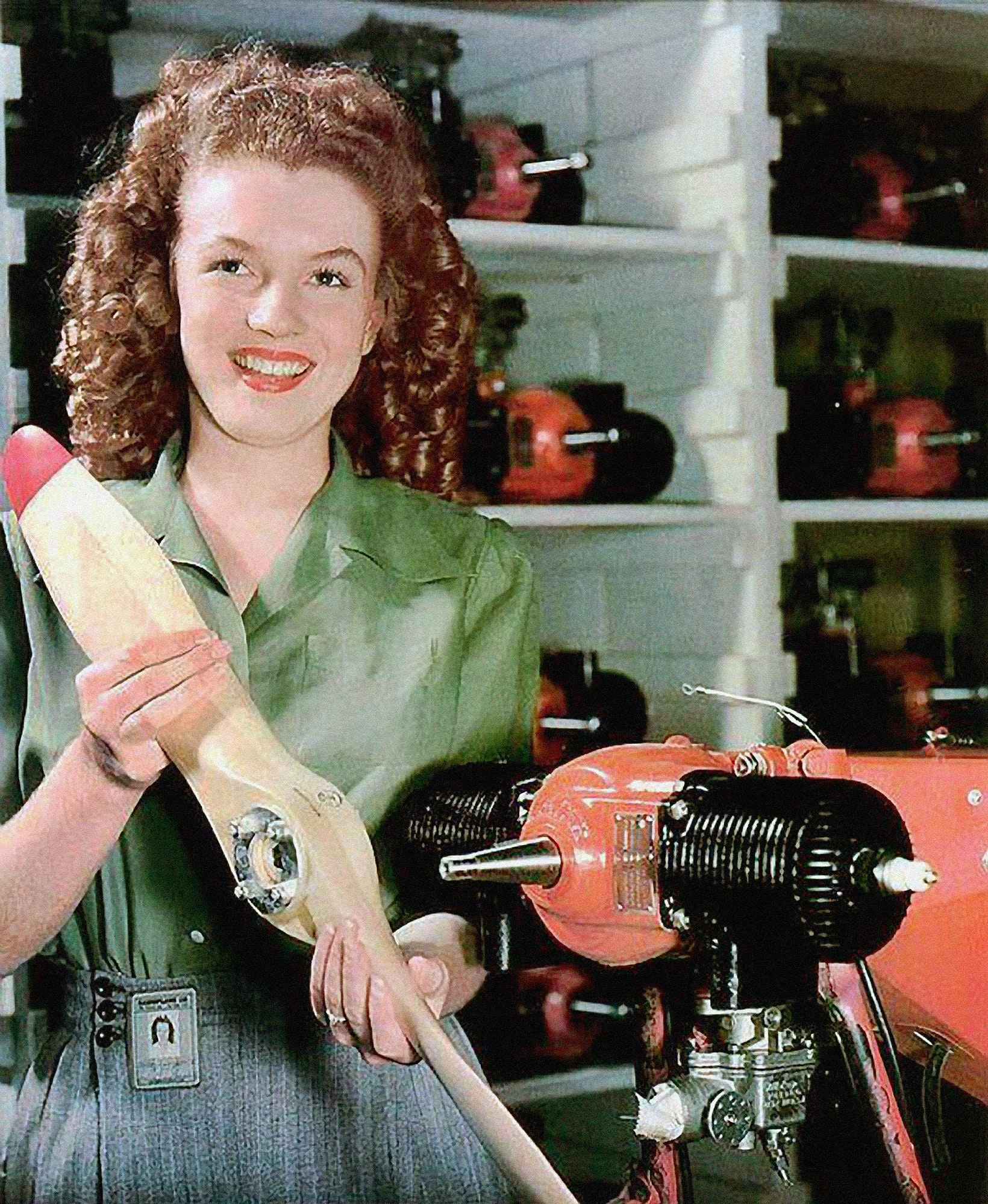
Мерілін Монро з пропелером від дрона РП-5

OQ-2 спочатку був невеликою моделлю радіокерованого літака, розробленою Волтером Райтером. Конструкцію разом із конструкцією двигуна придбав актор Реджинальд Денні, який продемонстрував іншу модель армії США в 1940 році. Назвавши нову конструкцію RP-2, він продемонстрував кілька оновлених версій армії таких як RP-2, RP-3 і RP-4 у 1939 році.
У 1940 році армія розмістила замовлення на 53 одиниці RP-4 (деякі джерела називають RP-4 OQ-1, але це позначення ніколи не було йому присвоєно). Це невелике замовлення призвело до набагато більшого замовлення в 1941 році на схожий RP-5, який став OQ-2 армії США. OQ означає «субмасштабну ціль». Військово-морські сили США також купили безпілотник, назвавши його TDD-1, для Target Drone, Denny, 1. Тисячі були побудовані, виготовлені на заводі Radioplane в аеропорту Ван Найс у столичному районі Лос-Анджелеса.
Саме на цій фабриці 26 червня 1945 року армійський фотограф Девід Коновер побачив молоду жінку-монтажницю, на ім'я Норма Джин Догерті, яка, на його думку, мала потенціал як модель. Її сфотографували на заводі, що призвело до її появи на постерах та у журналах як пін-ап моделі, яка незабаром змінила ім'я на Мерілін Монро.

## Опис і варіанти
OQ-2 — простий літальний апарат, оснащений двоциліндровим двотактним поршневим двигуном потужністю 6 к.с. (4.5 кВт) і приводу двох гвинтів, що обертаються протилежно. Система управління RC була створена компанією Bendix. Запуск здійснювався лише за допомогою катапульти, а якщо він витримав тренування з мішенню, він повертався за допомогою парашута. Шасі використовувалися лише на версіях OQ-2, проданих армії, щоб пом'якшити приземлення на парашуті. Жоден з безпілотних літальних апаратів, включаючи вдосконалені варіанти, які поставляються на флот, не мав шасі. Наступні варіанти, що надходили в армію, не мали шасі.
OQ-2 привів до серії подібних, але вдосконалених варіантів, з OQ-3 / TDD-2 і OQ-14 / TDD-3, виробленими у великій кількості. Протягом війни компанією «Радіоплан» (включаючи ліцензованих підрядників) і конкурентними компаніями була створена низка інших безпілотників-мішеней, більшість з яких так і не досягли стадії прототипу, що пояснює прогалини в послідовності позначення між «OQ-3» і «OQ- 14».
Після закінчення Другої світової війни були проведені різні експерименти з дронами-мішенями Радіоплан. В одному експерименті 1950 року для прокладки дроту військового зв'язку використовувався безпілотник QQ-3 Радіоплан.
За роки війни компанія «Радіоплан» виготовила майже п'ятнадцять тисяч безпілотників. У 1952 році компанія була куплена компанією Northrop.

## Вцілілі літаки

OQ-2 на виставці в Музеї авіаційної безпілотної техніки

- OQ-2 на виставці в Національному музеї ВПС США в Дейтоні, штат Огайо.[3]
- OQ-2 на виставці в March Field Air Museum в Ріверсайді, Каліфорнія.[4]
- OQ-2 на виставці в Музеї авіаційних безпілотних транспортних засобів у Каддо Міллс, Техас.[5]
- OQ-2 або OQ-3 на виставці в Національному музеї бойових літаків у Дженезео, Нью-Йорк.[6]
- RP-5A на виставці в Західному музеї польотів у Торрансі, Каліфорнія.[7]
- OQ-2A позичено Музею моря, авіації та космосу Intrepid у Нью-Йорку, штат Нью-Йорк, від Національного музею моделей авіації.[8][9][10]
- OQ-2A на виставці в Музеї американської військової служби в Коледж-Стейшн, Техас.[11]

## Технічні характеристики (OQ-2)
Загальна характеристика
- Довжина: 8 футів 8 дюймів (2,65 м)
- Розмах крил: 12 футів 3 дюйми (3,73 м)
- Вага брутто: 104 фунтів (47 кг)
- Силова установка: 1 × Righter O-15-1, 7 к.с. (5 кВт)

Продуктивність
- Максимальна швидкість: 85 миль/год (137 км/год, 74 вузли)
- Витримка: 1 година